# Хайкоу
Хайко́у (кит. упр. 海口, пиньинь Hǎikǒu, буквально: «вход с моря») — городской округ на острове Хайнань, место пребывания властей одноимённой провинции Китая. Расположен на севере острова, напротив полуострова Лэйчжоу, от которого его отделяет 15-километровый Хайнаньский пролив. В городском округе расположен международный аэропорт Хайкоу Мэйлань.

## История
Во времена империи Тан в 627 году был создан уезд Цюншань (琼山县), а на северном побережье находилась его гавань. В 631 году была создана Цюнчжоуская область (琼州), власти которой разместились в уезде Цюншань. С XIII века в этих местах размещался воинский гарнизон. После свержения власти монголов и создания империи Мин Цюнчжоуская область была в 1368 году поднята в статусе, и стала Цюнчжоуской управой (琼州府), а в Хайкоуской гавани были построены укрепления.
Во времена империи Цин после поражения страны в Первой опиумной войне на острове Хайнань в соответствии с Тяньцзиньским договором 1858 года был открыт порт для торговли с иностранцами. В 1875 году здесь была учреждена морская таможня. После Синьхайской революции в Китае была проведена реформа структуры административного деления, в результате которой управы были упразднены, поэтому в 1912 году Цюнчжоуская управа была расформирована.
В 1926 году решением властей провинции Гуандун Хайкоу был выделен из уезда Цюншань в отдельный город, однако уже в 1931 году этот статус был ликвидирован, и эти места вернулись под управление властей уезда Цюншань.
1 октября 1949 года, когда была провозглашена Китайская Народная Республика, остров Хайнань всё ещё оставался под контролем гоминьдановцев. Хайнаньскую кампанию войска КНР провели лишь весной 1950 года. Хайкоу был занят войсками НОАК 23 апреля 1950 года, и с июня он вновь стал городом, подчинённым напрямую властям провинции Гуандун, а уезд Цюншань вошёл в состав Административного района Хайнань (海南行政区) провинции Гуандун. В 1958 году Хайкоу был понижен в статусе, и также вошёл в состав Административного района Хайнань. В 1970 году Административный район Хайнань был переименован в Округ Хайнань (海南地区), но в 1972 году округ снова стал административным районом.
13 апреля 1988 года Административный район Хайнань был преобразован в отдельную провинцию Хайнань, а Хайкоу стал местом пребывания её властей, подчиняясь им напрямую.
Постановлением Госсовета КНР от 8 апреля 1994 года уезд Цюншань был преобразован в городской уезд.
Постановлением Госсовета КНР от 16 октября 2002 года городской уезд Цюншань был упразднён, а его территория была присоединена к Хайкоу.

## Климат
| Показатель                    | Янв. | Фев. | Март | Апр. | Май  | Июнь | Июль | Авг. | Сен. | Окт. | Нояб. | Дек. | Год  |
| ----------------------------- | ---- | ---- | ---- | ---- | ---- | ---- | ---- | ---- | ---- | ---- | ----- | ---- | ---- |
| Средний суточный максимум, °C | 20,8 | 22,0 | 25,7 | 29,5 | 32,0 | 32,6 | 33,1 | 32,1 | 30,6 | 28,3 | 25,1  | 22,1 | 27,8 |
| Средняя температура, °C       | 17,2 | 18,2 | 21,3 | 24,8 | 27,3 | 28,1 | 28,4 | 27,8 | 26,9 | 25,0 | 22,0  | 18,7 | 23,8 |
| Средний суточный минимум, °C  | 14,6 | 15,7 | 18,6 | 21,9 | 24,2 | 25,1 | 25,2 | 24,9 | 24,2 | 22,4 | 19,5  | 16,1 | 21,0 |
| Норма осадков, мм             | 21   | 34   | 51   | 105  | 182  | 211  | 210  | 224  | 250  | 201  | 97    | 34   | 1620 |
| Источник: World Climate       |      |      |      |      |      |      |      |      |      |      |       |      |      |

## Административное деление
Городской округ Хайкоу делится на 4 района:
| Карта                       | Карта    | Карта     | Карта        | Карта            | Карта         |
| --------------------------- | -------- | --------- | ------------ | ---------------- | ------------- |
| Сюин Лунхуа Цюншань Мэйлань |          |           |              |                  |               |
| Статус                      | Название | Иероглифы | Пиньинь      | Население (2020) | Площадь (км²) |
| Район                       | Сюин     | 秀英区    | Xiùyīng qū   |                  |               |
| Район                       | Лунхуа   | 龙华区    | Lónghuá qū   |                  |               |
| Район                       | Цюншань  | 琼山区    | Qióngshān qū |                  |               |
| Район                       | Мэйлань  | 美兰区    | Měilán qū    |                  |               |

## Экономика
В Хайкоу расположен Хайнаньский порт свободной торговли, в состав которого входит несколько индустриальных парков, в том числе Интернет-парк «Фусинчэн». Одной из ключевых зон порта свободной торговли является новый район Цзяндун, образованный в 2018 году. В районе Цзяндун располагается новый деловой и финансовый центр Хайкоу. На восточной стороне нового порта построен огромный международный торговый комплекс беспошлинной торговли (Haikou International Duty Free City).
Основная специализация Хайнаньского порта свободной торговли — логистика, биомедицина, высокотехнологичные производства и сельское хозяйство, цифровая экономика, оффшорная торговля, деловая авиация, финансовые услуги. В порту свободной торговли расположена база технического обслуживания и ремонта воздушных судов компании Daxinhua (подразделение HNA Aviation Technic).

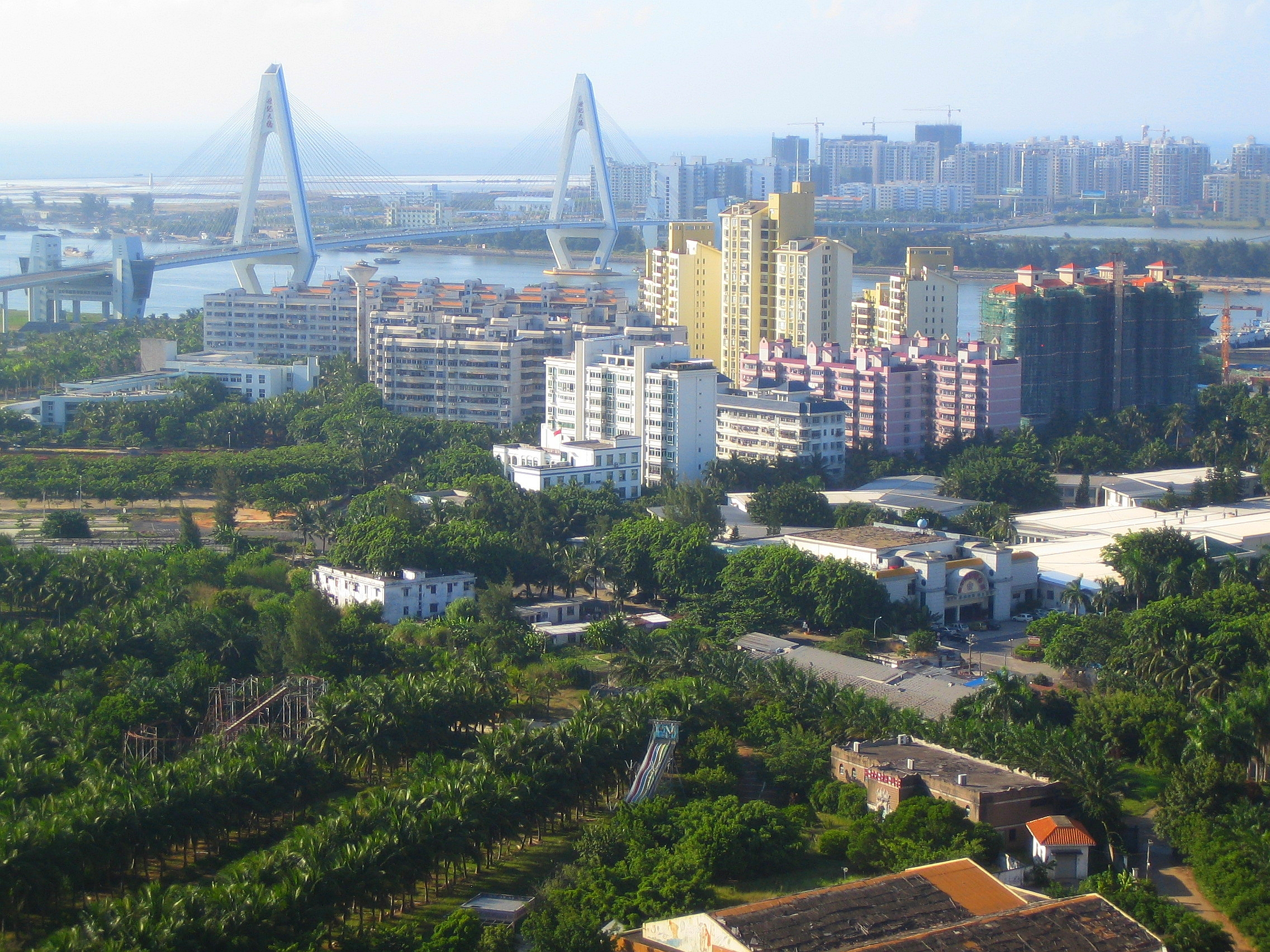
Мост через реку Хайдянь
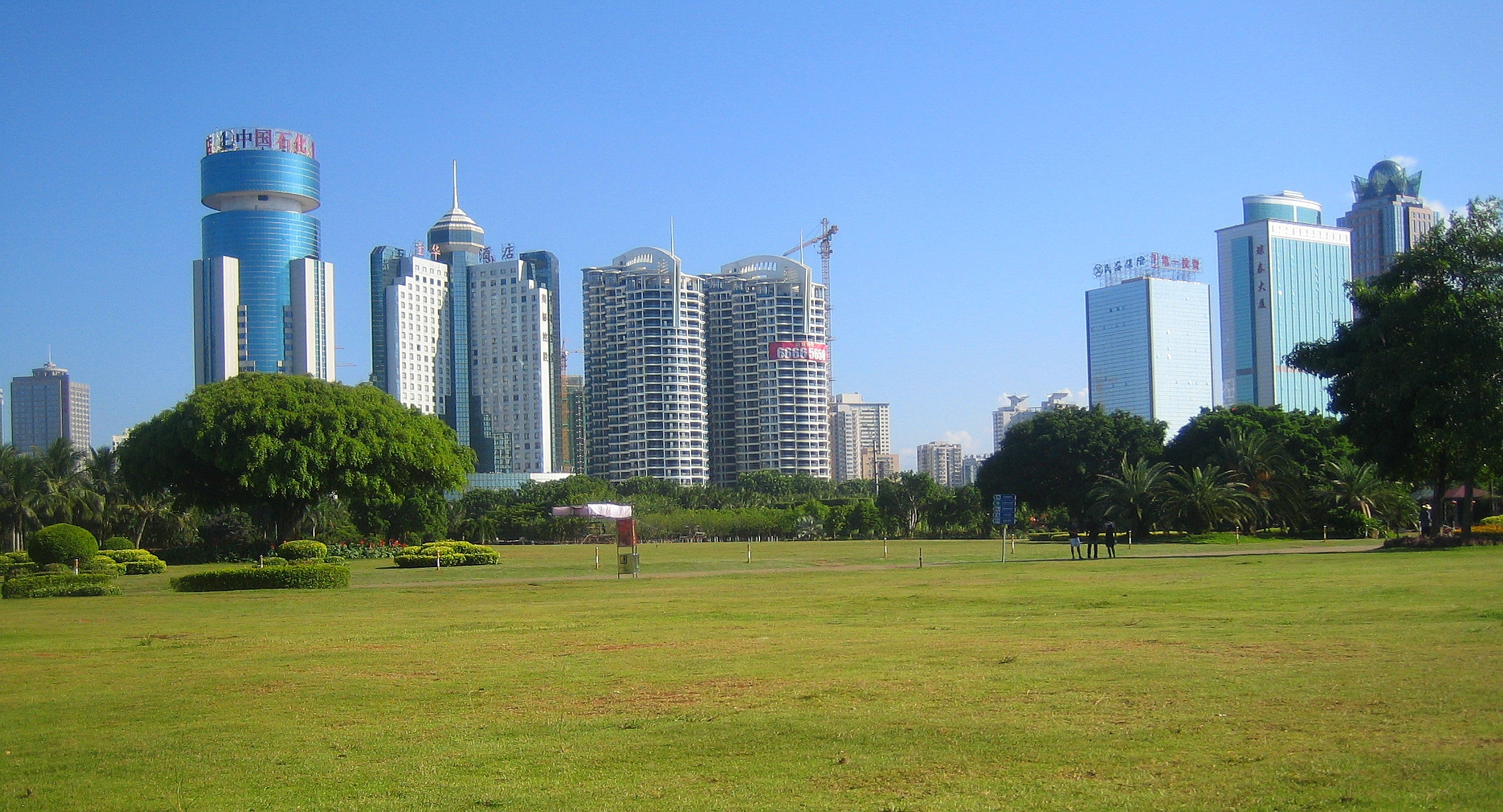
Старый деловой центр
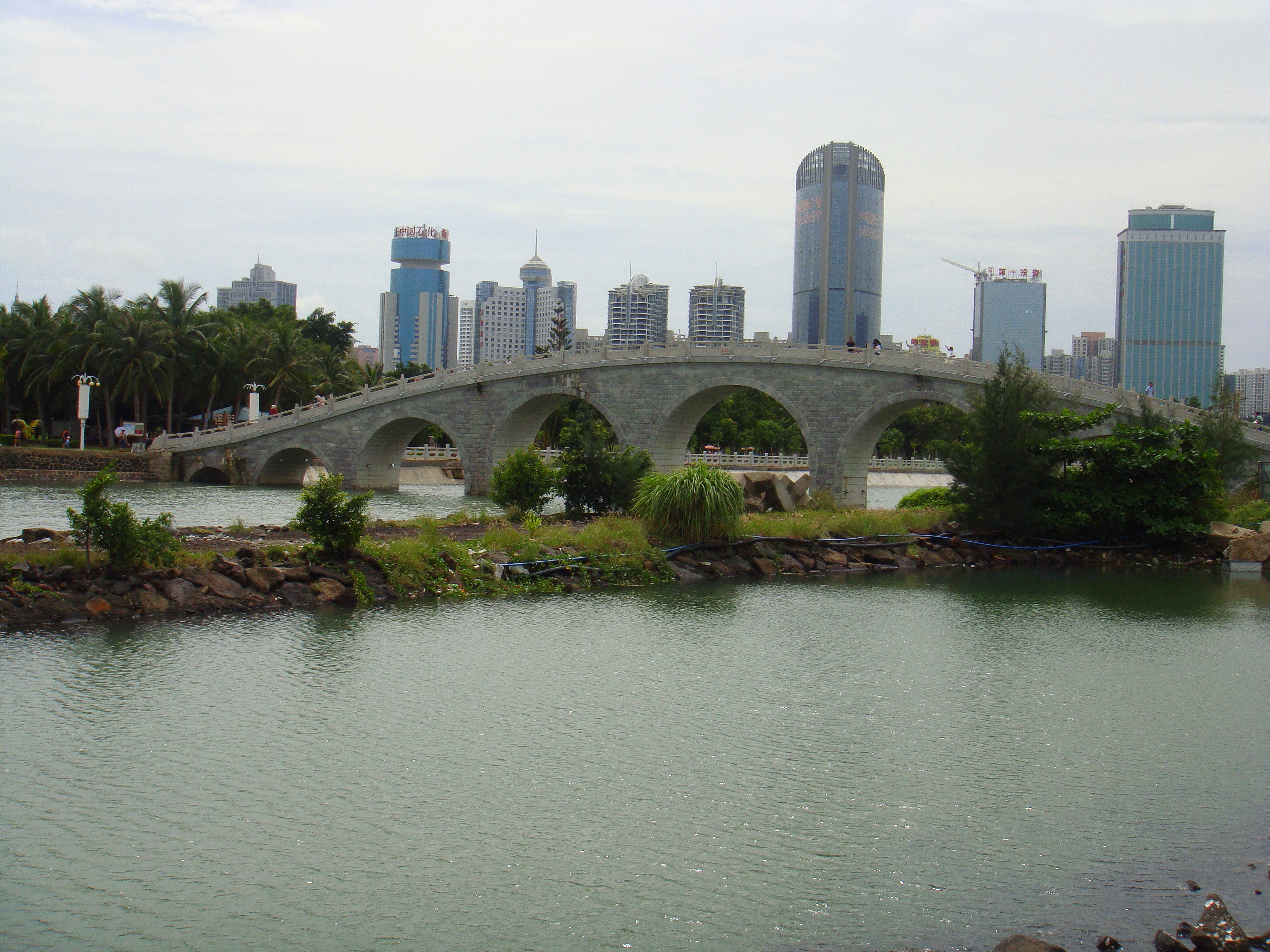
Старый деловой центр
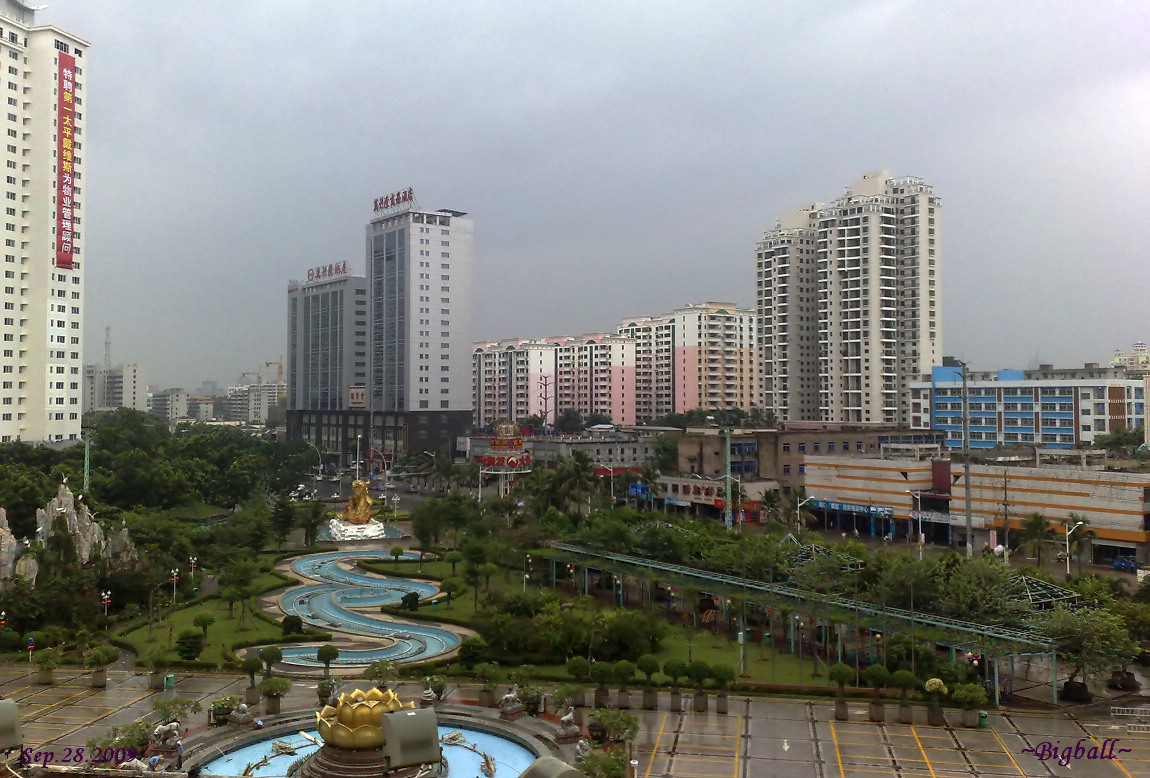
Жилая застройка

В 2024 году госкомпании China Telecom, China Mobile и China Unicom получили разрешение на открытие шлюзовой станции интернет в Хайкоу.

### Сельское хозяйство
В округе выращивают личи и овощи.

## Транспорт
В районе Мэйлань расположен международный аэропорт Мэйлань. При нём работает крупная база обслуживания и ремонта китайских и зарубежных пассажирских авиалайнеров.
Важное значение имеют грузовые авиаперевозки между Хайкоу и Гонконгом, Вьетнамом, Филиппинами, Южной Кореей и Великобританией.

## Образование
В городском округе расположен Хайнаньский педагогический университет.

## Достопримечательности

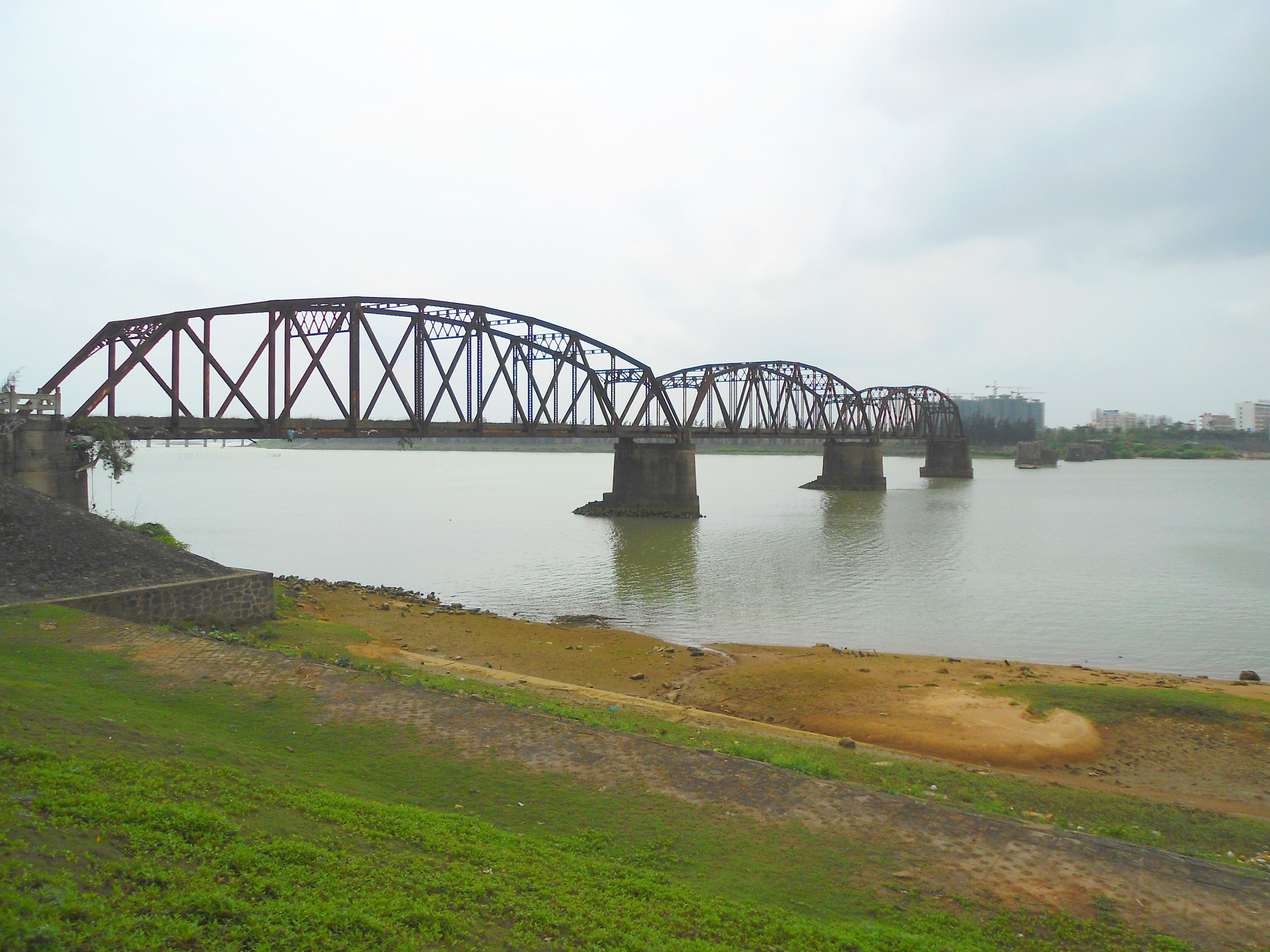
Железный мост

Железный мост через Наньду — построен в 1942 году и стал первым мостом через реку Наньду. В 1984 году был признан опасным и закрыт, но не демонтирован, а оставлен как памятник. В октябре 2000 года наводнение смыло три из шести пролётов моста, в связи с чем ныне он является так называемым «мостом в никуда».

## Города-побратимы
- Перт, Великобритания
- Оклахома-Сити, США
- Гдыня, Польша
- Дарвин, Австралия
- Владимир, Россия
- Анталья, Турция[17]